# Espanha nos Jogos Olímpicos de Verão de 1976
A Espanha competiu nos Jogos Olímpicos de Verão de 1976, realizados em Montreal, Canadá.